# کارلوس سولر (بازیکن فوتبال)
کارلوس سولر باراگان (اسپانیایی: Carlos Soler Barragán‎؛ زادهٔ ۲ ژانویهٔ ۱۹۹۷) بازیکن فوتبال اهل اسپانیا است که برای باشگاه وستهام بازی می‌کند.